# Mira Porte
Mira Porte è una frazione del comune italiano di Mira, nella città metropolitana di Venezia.
Si sviluppa a partire da un'isola del Naviglio del Brenta e forma oggi il centro abitato di Mira insieme a Mira Taglio, dalla quale è distinta solo storicamente,
Il nome deriva da un sistema di chiuse (dette appunto "porte") sul Naviglio, in prossimità della piazza.